# Ministri degli affari interni della Croazia
I ministri degli affari interni della Croazia dal 1990 ad oggi sono i seguenti.

## Lista
| Ministro       | Ministro        | Ministro                     | Partito                                                   | Governo                   | Mandato          | Mandato         |
| Ministro       | Ministro        | Ministro                     | Partito                                                   | Governo                   | Inizio           | Fine            |
| -------------- | --------------- | ---------------------------- | --------------------------------------------------------- | ------------------------- | ---------------- | --------------- |
| Affari interni |                 |                              |                                                           |                           |                  |                 |
|                |                 | Josip Boljkovac (1920-2014)  | Unione Democratica Croata                                 | Mesić                     | 31 maggio 1990   | 24 agosto 1990  |
|                |                 | Onesin Cvitan (1939)         | Unione Democratica Croata                                 | Manolić                   | 24 agosto 1990   | 17 luglio 1991  |
|                |                 | Ivan Vekić (1938-2014)       | Unione Democratica Croata                                 | Gregurić                  | 17 luglio 1991   | 15 aprile 1992  |
|                |                 | Ivan Jarnjak (1941)          | Unione Democratica Croata                                 | Gregurić                  | 15 aprile 1992   | 12 agosto 1992  |
| Šarinić        | 12 agosto 1992  | Ivan Jarnjak (1941)          | Unione Democratica Croata                                 | 3 aprile 1993             |                  |                 |
| Valentić       | 3 aprile 1993   | Ivan Jarnjak (1941)          | Unione Democratica Croata                                 | 7 novembre 1995           |                  |                 |
| Mateša         | 7 novembre 1995 | Ivan Jarnjak (1941)          | Unione Democratica Croata                                 | 16 dicembre 1996          |                  |                 |
| Mateša         |                 |                              | Ivan Penić (1954)                                         | Unione Democratica Croata | 16 dicembre 1996 | 27 gennaio 2000 |
|                |                 | Šime Lučin (1955)            | Partito Socialdemocratico di Croazia                      | Račan I                   | 27 gennaio 2000  | 30 luglio 2002  |
| Račan II       | 30 luglio 2002  | Šime Lučin (1955)            | Partito Socialdemocratico di Croazia                      | 23 dicembre 2003          |                  |                 |
|                |                 | Marijan Mlinarić (1944-2007) | Unione Democratica Croata                                 | Sanader I                 | 23 dicembre 2003 | 12 luglio 2005  |
|                |                 | Ivica Kirin (1970)           | Unione Democratica Croata                                 | Sanader I                 | 12 luglio 2005   | 12 gennaio 2008 |
|                |                 | Berislav Rončević (1960)     | Unione Democratica Croata                                 | Sanader II                | 12 gennaio 2008  | 10 ottobre 2008 |
|                |                 | Tomislav Karamarko (1959)    | Indipendente (2008-2011) Unione Democratica Croata (2011) | Sanader II                | 10 ottobre 2008  | 6 luglio 2009   |
|                | Kosor           | Tomislav Karamarko (1959)    | Indipendente (2008-2011) Unione Democratica Croata (2011) | 6 luglio 2009             | 23 dicembre 2011 |                 |
|                |                 | Ranko Ostojić (1962)         | Partito Socialdemocratico di Croazia                      | Milanović                 | 23 dicembre 2011 | 22 gennaio 2016 |
|                |                 | Vlaho Orepić (1968)          | Partito Contadino Croato                                  | Orešković                 | 22 gennaio 2016  | 19 ottobre 2016 |
| Plenković I    | 19 ottobre 2016 | Vlaho Orepić (1968)          | Partito Contadino Croato                                  | 27 aprile 2017            |                  |                 |
| Plenković I    | vacante         | vacante                      | vacante                                                   | vacante                   | 27 aprile 2017   | 9 giugno 2017   |
| Plenković I    |                 |                              | Davor Božinović (1961)                                    | Unione Democratica Croata | 9 giugno 2017    | 23 luglio 2020  |
| Plenković II   | 23 luglio 2020  | 17 maggio 2024               | Davor Božinović (1961)                                    | Unione Democratica Croata |                  |                 |
| Plenković III  | 17 maggio 2024  | in carica                    | Davor Božinović (1961)                                    | Unione Democratica Croata |                  |                 |

### Esplicative
1. ↑  Ricopre anche la carica di Vice Primo ministro per la politica interna dal 15 luglio 2013.
2. ↑  Ricopre anche la carica di Vice Primo ministro dal 19 luglio 2019.